# Conduttore di seconda specie
I conduttori di seconda specie (o conduttori di seconda classe o conduttori ionici) sono quei conduttori elettrici che violano la seconda legge di Volta. Essi sono generalmente soluzioni di acidi, basi e sali. Nei conduttori elettrici di seconda specie il passaggio di corrente elettrica è dovuto al libero muoversi degli ioni (e delle vacanze) che provoca reazioni chimiche.
Si differenziano quindi dai conduttori di prima specie (detti anche "conduttori di prima classe" o "conduttori elettronici"), nei quali invece il trasporto di carica è deputato al moto degli elettroni e delle lacune elettroniche.
Sono conduttori di seconda specie gli elettroliti. Il trasporto di carica nei conduttori di seconda specie può avvenire per:
- diffusione
- migrazione
- convezione.